# 2003 FM127
2003 FM127, também escrito como 2003 FM127, é um objeto transnetuniano que está localizado no Cinturão de Kuiper, uma região do Sistema Solar. Este corpo celeste é classificado como um cubewano. Ele possui uma magnitude absoluta de 7,1 e tem um diâmetro estimado com 167 km.

## Descoberta
2003 FM127 foi descoberto no dia 31 de março de 2003, pelo astrônomo Marc W. Buie.

## Órbita
A órbita de 2003 FM127 tem uma excentricidade de 0,063 e possui um semieixo maior de 43,915 UA. O seu periélio leva o mesmo a uma distância de 41,147 UA em relação ao Sol e seu afélio a 46,682 UA.